# Combat de Saint-Nicolas
Guerre des Paysans
Batailles
- Saint-Nicolas
- 1er Boom
- Merchtem
- Zele
- Malines
- 2e Boom
- Hooglede
- Moorslede
- Zonnebeke
- 1er Diest
- 1er Louvain
- Alost
- Turnhout
- Enghien-Hal
- Hérinnes
- Audenarde
- Leuze
- 2e Louvain
- Ingelmunster
- Duffel
- Herentals
- Arzfeld
- Clervaux
- Amblève
- Stavelot
- Pollare
- Londerzeel
- Kapelle-op-den-Bos
- Bornem
- Meerhout
- 2e Diest
- 3e Diest
- Mol
- Jodoigne
- Marilles
- Beauvechain
- Hélécine
- Kapellen
- Meylem
- Hasselt

Le combat de Saint-Nicolas se déroule le 21 octobre 1798, pendant la guerre des Paysans.

## Déroulement
Le 21 octobre 1798, dans le pays de Waes, le général de brigade Laurent s'empare de Lokeren et de Saint-Nicolas et rétablit les communications avec Anvers. Les Français se heurtent cependant à une résistance des insurgés à la sortie de Saint-Nicolas, sur la route de Saint-Pauwels. Les rebelles sont dispersés et laissent 15 morts et de nombreux blessés.